# Firudin bey Vezirov
Firudin bey Jamal bey oglu Vazirov (en azerí: Firidun bəy Camal bəy oğlu Vəzirov) general de división.

## Vida
Firidun bey Jamal bey oglu – nació en Tbilisi en el seno de una familia aristocrática el 19 de abril de 1850. Su padre, Jamal-bey Mirza Ismayil oglu, trabajó en el tribunal en Tbilisi. Esmet, la madre de Firidun-bey era ama de casa. Firidun bey recibió su primera educación en el gimnasio clásico de Tbilisi. En 1868, se graduó con segundo grado de la Escuela Militar de Cadetes en Elisavetgard. El servicio militar comenzó con el rango de suboficial en el séptimo Regimiento de Husares de Bielorrusia. En 1877, el capitán de caballería Vezirov, que servía en el regimiento de Tver-Dragun fue nombrado comandante del cuarto escuadrón. El escuadrón, encabezado por Firidun bey liberó de los enemigosa los pueblos Mehmetchi, Dobuji, Chobankoyshu, Hajioglu, Bazar Duzu.
Fue galardonado con una medalla de bronce por sus habilidades de comando y con una medalla de plata en honor del aniversario del poder del emperador Alejandro III. Después de la guerra, el teniente coronel Firidun bey Vezirov, que fue transferido a la segunda división de caballería caucásica fue elegido miembro del Tribunal Militar del Circuito de Cáucaso como un excelente oficial. Firidun Bey recibió el rango de coronel el 13 de octubre de 1897, dos años después fue nombrado comandante del décimo regimiento de dragones en Novotroski. Firidun bey Vazirov, hizo servicio militar en Varsovia, Rilki y otras ciudades por un tiempo, recibió el rango de general de división el 18 de abril de 1906.

## Creación
Aquel año, el general de división Firidun Bey Vezirov, que fue licenciado del ejército, vivió en su ciudad natal Tbilisi, avenida Mikhayilovsk, propiedad número ciento once. El general Firidun bey Vazirov fue condecorado con altas órdenes durante su servicio impecable de treinta y ocho años en las tropas. Él fue condecorado con las órdenes de “San Estanislao” (para los musulmanes) de tercer grado el 19 de enero de 1882, “Santa Ana” de tercer grado el 6 de mayo de 1889, “San Estanislao” de segundo grado el 15 de junio de 1893, “San Vladimirio” de cuarto grado el 22 de septiembre de 1898, “Santa Ana” de segundo grado el 1 de agosto de 1902, “San Vladimirio” de tercer grado el 20 de noviembre de 1905. El general Firudun bey Vazirov, que dimitió en el verano de 1919, fue invitado al servicio militar en el ejército azerbaiyano por el Ministerio de Defensa de la República de Azerbaiyán y participó activamente en la construcción del ejército nacional. Fue nombrado comandante de Bakú, el 7 de agosto de 1919, por orden del ministro de Defensa Samad Bey Mehmandarov.
Al mismo tiempo, fue asignado temporalmente al puesto de jefe de la guarnición de Bakú. El 16 de agosto de 1919, después del nombramiento del comandante de la segunda división de infantería, general de división Ibrahim aga Usubov a puesto del jefe de la Guardia de Bakú, Firidun bey Vazirov siguió sirviendo solamente como comisario de Bakú. Él fue arrestado el 2 de julio de 1921 como agente del partido "islámico", pero después de un tiempo fue puesto en libertad por orden de Nariman Narimanov, presidente del Consejo de Ministros de Azerbaiyán. Sin embargo, en 1925 fue nuevamente arrestado y, finalmente, asesinado a tiros. Entre los documentos del general de división Firidun bey Vazirov uno llamó nuestra atención más. "Canciones de cuna" escritas en alfabetos ruso y árabe. El general tradujo al ruso los bayatis, canciones de cuna, proverbios que recopiló de los pueblos de Nuja el famoso ilustrador Ismayil bey Afandiyev. A pesar de que hizo servicio militar en distintas ciudades de Rusia, en un ambiente extraño, el general Firidun bey Vezirov logró conservar su lengua materna hasta sus profundidades.